# Dericorys albidula
Dericorys albidula är en insektsart som beskrevs av Jean Guillaume Audinet Serville 1838. Dericorys albidula ingår i släktet Dericorys och familjen Dericorythidae. Inga underarter finns listade i Catalogue of Life.